# Kobyłki
Kobyłki [pronunciación en polaco: /kɔˈbɨu̯ki/] es un pueblo en el distrito administrativo de Gmina Drużbice, dentro del condado de Bełchatów, voivodato de Łódź, en el centro de Polonia. Se encuentra a unos 2 kilómetros al sur de Drużbice, 11 kilómetros al norte de Bełchatów, y 37 kilómetros al sur de la capital regional Łódź.